# Ilmo Lassila
Ilmo Kalervo David Lassila, född 7 december 1885 i Viborg, död 27 april 1954 i Helsingfors, var en finländsk skogsvetare och professor vid Helsingfors universitet.
Lassila företog sommaren 1918 en kombinerad forsknings- och underrättelseresa till Östkarelen, men tillfångatogs av Murmanlegionen och fördes till England, därifrån han kunde återvända först två år senare. Sina upplevelser under denna färd skildrade han i boken Maisterin seikkailut mailla ja merillä (1928).
Lassila disputerade för filosofie licentiatgraden 1920. Han var 1919–1930 Helsingfors universitets forstmästare och utnämndes 1932 till dess förste professor i skogsteknologi. Han medarbetade under pseudonymen Tatu Valkonen med kåserier i Iltalehti och utgav vid sidan av läro- och handböcker inom sitt vetenskapliga fack humoristiska minnesvolymer om bl.a. skol- och ungdomsåren.